# Väsentligt supremum och väsentligt infimum
Väsentligt supremum och väsentligt infimum är idéer inom matematik som förenar supremum och infimum med måtteori.

## Bakgrund
Skillnaden mellan vanligt supremum och väsentligt supremum är att nollmängder inte påverkar det väsentliga supremumet.
Till exempel, om funktionen {\displaystyle f:\mathbb {R} \rightarrow \mathbb {R} } är definierad som
{\displaystyle f(x)={\begin{cases}e^{-x^{2}},&{\mbox{om }}x\neq 0\\100,&{\mbox{om }}x=0,\end{cases}}}
så är 
{\displaystyle \sup f=100}
men för alla {\displaystyle x\neq 0\,}
{\displaystyle f(x)\leq 1\,}.
Det vill säga att det finns bara en punkt där {\displaystyle f(x)>1\,}. Därför kan man säga att det är inte "resonligt" att supremumet för f är 100. Man får ingen informationen från talet 100. {\displaystyle f(x)\leq 1\,} nästan överallt i {\displaystyle \mathbb {R} }, så att det "väsentliga" supremumet för f borde vara 1. Så man definierar väsentliga supremumet för f till 1. På likartat sätt definieras väsentligt infimum.

## Formell definition
Låt {\displaystyle (X,{\mathcal {F}},\mu )} vara ett måttrum och en mätbar funktion {\displaystyle f:X\rightarrow {\overline {\mathbb {R} }}}.
Väsentligt supremum för f är det minsta reella tal r så att mängden av alla x i X som uppfyller {\displaystyle f(x)>r} är en nollmängd:
{\displaystyle \operatorname {ess} \sup f:=\inf\{r\in \mathbb {R} :\mu (\{x\in X:f(x)>r\})=0\}.}
Väsentligt infimum för f är det största reella tal r så att mängden av alla x i X som uppfyller {\displaystyle f(x)<r} är en nollmängd:
{\displaystyle \operatorname {ess} \inf f:=\sup\{r\in \mathbb {R} :\mu (\{x\in X:f(x)<r\})=0\}.}
Beteckningen "ess" kommer från engelskans "essential" ("väsentlig").

## Koppling till vanligt supremum och infimum
Detta kan jämföras med vanligt supremum och infimum. Det går att visa att supremum för mätbara funktionen {\displaystyle f:X\to {\overline {\mathbb {R} }}} är det minsta reella tal r så att mängden av  x i X som uppfyller {\displaystyle f(x)>r\,} är tom:
{\displaystyle \sup f=\inf\{r\in \mathbb {R} :\{x\in X:f(x)>r\}=\varnothing \}}
och infimum för f är det största reella tal r så att mängden av  x i X som uppfyller {\displaystyle f(x)<r\,} är tom:
{\displaystyle \inf f=\sup\{r\in \mathbb {R} :\{x\in X:f(x)<r\}=\varnothing \}.}
Därför
{\displaystyle \inf f\leq \operatorname {ess} \inf f\leq \operatorname {ess} \sup f\leq \sup f,\,}
eftersom {\displaystyle \mu (\varnothing )=0.\,}

## Tillämpningar
Väsentligt supremum har många tillämpningar inom måtteori och funktionalanalys.

### Norm
Huvudartikel: Supremumnormen.
Med väsentligt supremum kan man definiera en norm som kallas väsentlig supremumnorm.

### L∞{\displaystyle L^{\infty }\,}-rum
Huvudartikel: Lp-rum.
Med väsentliga supremumnormen kan man definiera begreppet väsentligt begränsad funktion, dvs rummet {\displaystyle L^{\infty }}.